# Kurt Van De Wouwer
Kurt Van De Wouwer (Herentals, 24 settembre 1971) è un dirigente sportivo ed ex ciclista su strada belga, professionista dal 1994 al 2006. Dal 2013 è direttore sportivo del team Lotto.

## Palmarès
- 1988 (Juniores)

Campionati belgi, Prova in linea Juniores
- 1993 (Dilettanti, due vittorie)

3ª tappa Triptyque Ardennais (Spa > Spa)
Classifica generale Triptyque Ardennais
- 1997 (Vlaanderen 2002-Eddy Merckx, due vittorie)

Classifica generale Circuito Montañés
3ª tappa Dekra Open Stuttgart (Ludwigsburg > Ludwigsburg)

### Altri successi
- 1993 (Dilettanti)

Vaux-Eupen-Vaux
- 1997 (Vlaanderen 2002-Eddy Merckx)

Prologo Dekra Open Stuttgart (Waiblingen > Waiblingen)
- 1998 (Lotto-Mobistar)

Criterium Peel
- 1999 (Lotto-Mobistar)

Grote Prijs Stad Kortrijk
- 2002 (Lotto-Adecco)

Classifica scalatori Tour de Wallonie

## Piazzamenti

### Grandi Giri
- Giro d'Italia

2002: 26º
- Tour de France

1998: 16º
1999: 11º
2000: 17º
2001: ritirato (12ª tappa)
2003: 62º
- Vuelta a España

1999: 31º
2003: 66º

### Classiche monumento
- Liegi-Bastogne-Liegi

1997: 104º
1998: 77º
1999: 56º
2000: 83º
2001: 29º
2003: ritirato
2004: 91º
2005: 77º
2006: ritirato
- Giro di Lombardia

1999: 26º
2000: 46º
2001: ritirato
2003: ritirato

### Competizioni mondiali
- Campionati del mondo

Oslo 1993 - In linea Dilettanti: 70º
Duitama 1995 - In linea Elite: ritirato
San Sebastián 1997 - In linea Elite: 81º
Valkenburg 1998 - In linea Elite: ritirato
Verona 1999 - In linea Elite: ritirato